# 王政新
王政新（？—？），號闇生（又号誾生），南直隸鎮江府丹徒縣人，明朝政治人物、同進士出身。

## 生平
萬曆三十一年（1603年）癸卯科應天府鄉試第八十名舉人，四十四年（1616年），登丙辰科进士，工部觀政，授崇安县知县，四十六年本省同考，四十七年调福清县，天啓二年擢廣西道御史，三年巡视十庫，四年巡按廣西，六年以忤璫去，廷推直臣第一。崇祯元年起復原职，巡按山东，三年升江西参政。

## 家族
曾祖王廟，太学生。祖王合節，廪生。父王而銓，長陽知縣。